# J.C. Ice
J.C. Ice, pseudonimo di James Cruikshanks, detto Jamie (Sydney, 5 luglio 1971), è un wrestler statunitense, nato in Australia.
È meglio conosciuto per le sue apparenze nella United States Wrestling Association, World Wrestling Federation, Extreme Championship Wrestling e World Championship Wrestling.

## Nel wrestling

### Manager
- Randy Hales
- Midget D.

### Soprannomi
- The Convict
- Cowabunga

## Titoli e riconoscimenti
- Independent Wrestling Association Mid-South
  - IWA Mid-South Light Heavyweight Championship (1)
- Kick-Ass Wrestling
  - KAW Light Heavyweight Championship (1)
  - KAW Tag Team Championship (1)
- Pro Wrestling Illustrated
  - 98º tra i 500 migliori wrestler singoli nella PWI 500 (1996)
  - 435º tra i 500 migliori wrestler singoli nella PWI Years (2003)
- Showtime All-Star Wrestling
  - SAW International Tag Team Championship (1) - con Wolfie D
- Music City Wrestling
  - MCW North American Tag Team Championship (1) - con Doug Gilbert
- United States Wrestling Association
  - USWA Middleweight Championship (1)
  - USWA Television Championship (1)
  - USWA World Tag Team Championship (16) - con Bill Dundee (1) e Wolfie D (15)
- Xtreme Championship Wrestling Midwest
  - XCW Midwest Heavyweight Championship (2)